# Rumford (Falkirk)
Rumford est un village dans le Falkirk, en Écosse.

## Démographie
En 2016, la population était de 830 habitants.